# Zeugma (ciudad)

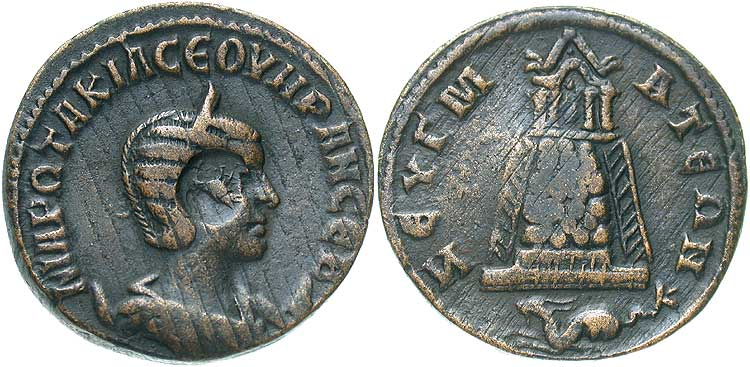
Moneda acuñada por Filipo el Árabe para su esposa Marcia Otacilia Severa. En el reverso, un templo en Zeugma y el Capricornio, una referencia a la IV Legión Scythica.

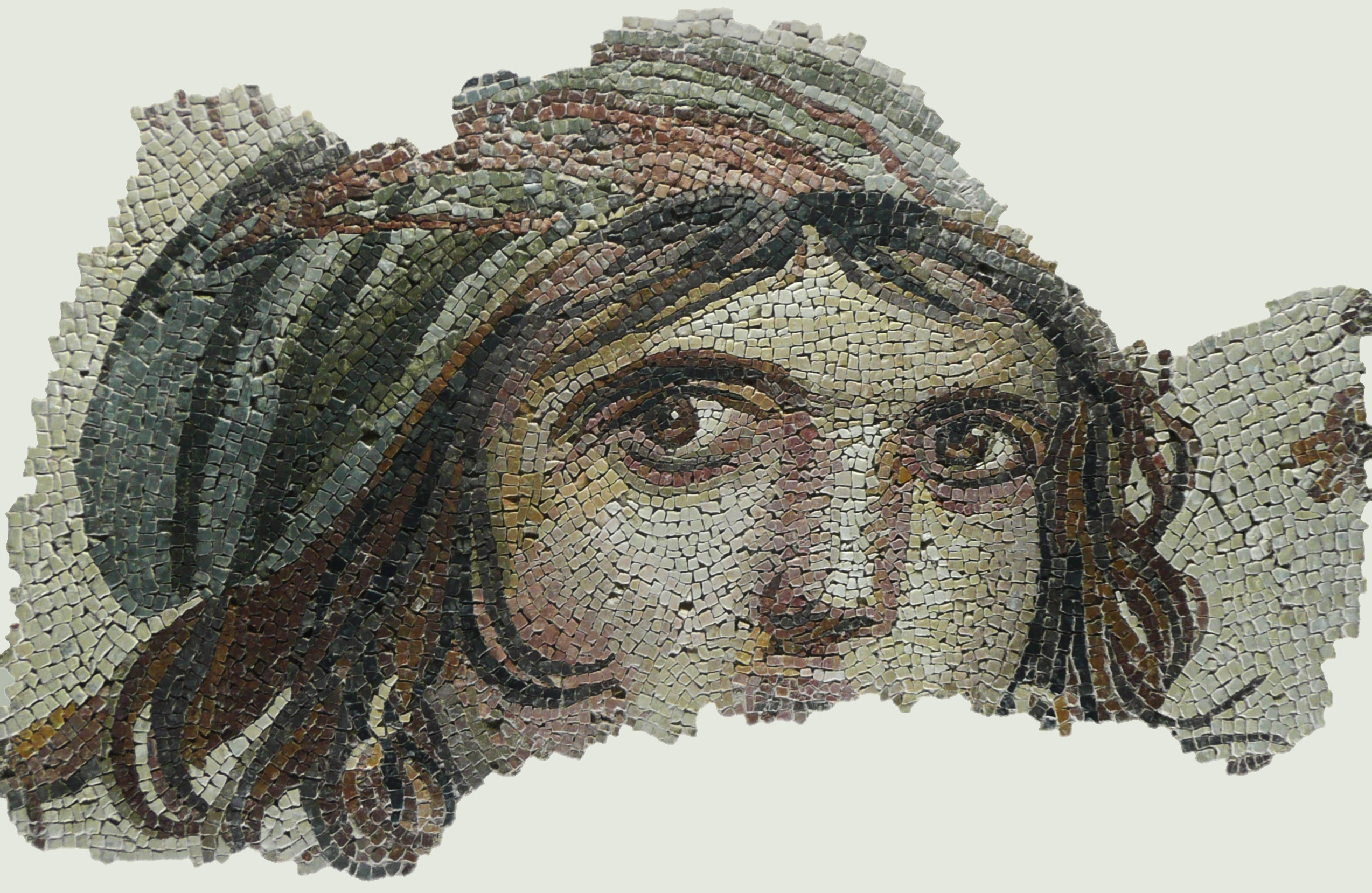
Mujer gitana, mosaico de Zeugma. Descubierta durante las excavaciones emprendidas en el invierno de 1998-1999. Del Museo de Mosaicos de Zeugma en Gaziantep.

Zeugma (en griego antiguo: Ζεύγμα), también conocida como Seleucia del Éufrates, es una antigua ciudad de Comagene; actualmente ubicada en la provincia de Gaziantep de Turquía. Es un asentamiento histórico que está considerado entre las cuatro áreas más importantes del reino de Comagene. Recibió su nombre del puente de barcas o zeugma, que cruzaba aquí el Éufrates. Era parte de la provincia romana de Syria Euphratensis. La sede episcopal era sufragánea de la sede metropolitana de Hierápolis, capital de la provincia, y para la Iglesia católica es ahora sede titular, denominada Zeugma in Syria. 

## Historia
La ciudad de Zeugma fue fundada por Seleuco Nicátor, uno de los generales de Alejandro Magno en el año 300 a. C.; en su momento de máximo auge llegó a tener 80.000 habitantes. En el año 64 a. C. fue conquistada por el Imperio romano y cambió el nombre de Seleucia por el de Zeugma. («puente de barcas»). En la otra orilla estaba Apamea del Éufrates. Se encontraba en la ruta de la seda que conectaba Antioquía con China y era centro comercial. La IV Legión, Scythica acampaba en Zeugma. Durante casi dos siglos la ciudad albergó oficiales de alto rango del Imperio romano, de lo que queda abundante arte en forma de estelas, relieves, estatuas, mosaicos (siglo III) y altares. Se han realizado excavaciones que han puesto de manifiesto estos vestigios del asentamiento romano, así como saqueos de los restos romanos.
En 256, Zeugma fue invadida y destruida totalmente por el rey sasánida Sapor I, daños que fueron agravados por un terremoto; la ciudad no pudo recuperar su esplendor precedente. Formó parte del Imperio bizantino durante los siglos V y VI. Fue abandonada por los ataques árabes a la ciudad. Más tarde, en los siglos X y XII, se estableció una pequeña residencia abasí en Zeugma.
Lugar natal de San Publio de Zeugma (siglo IV), en donde fundó  una comunidad de monjes de vida ascética.
Finalmente, un pueblo llamado Belkis se fundó en el siglo XVII. Más tarde, Belkis/Zeugma se convirtió en una de las cuatro principales atracciones del reino de Comagene.

## Excavaciones arqueológicas
En el año 2000, la construcción de la represa de Birecik impulsó el urgente rescate de los extraordinarios mosaicos de la antigua Zeugma, exhibidos en el Museo de Mosaicos de Zeugma en la cercana Gaziantep.

## Galería

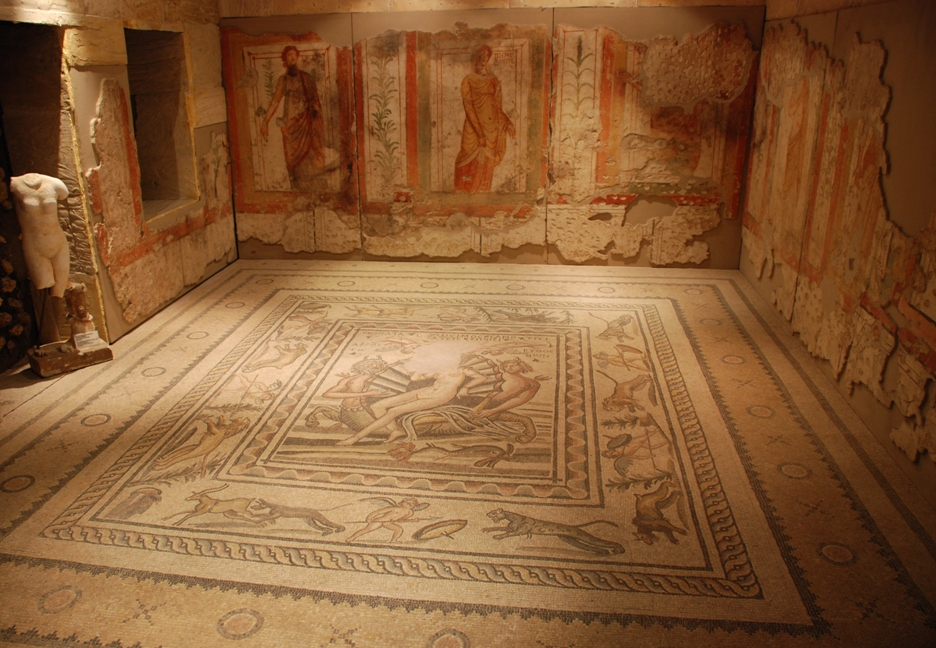
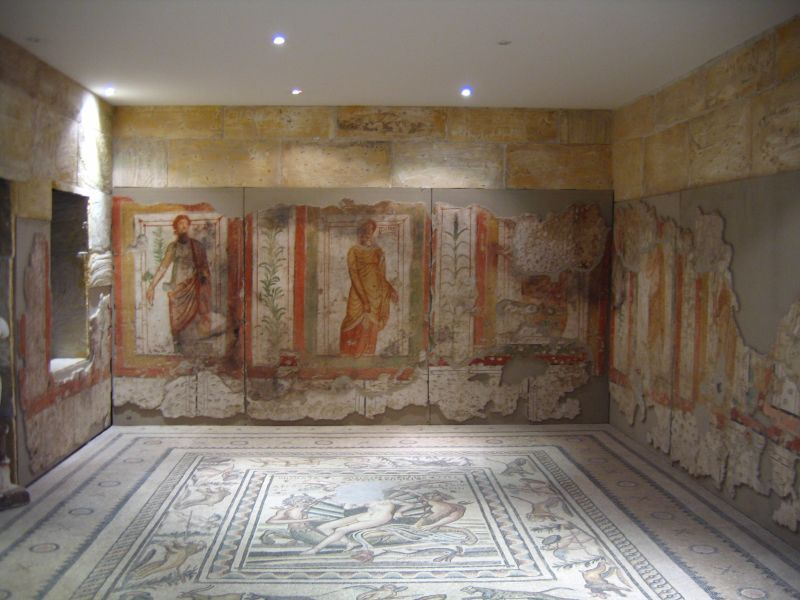
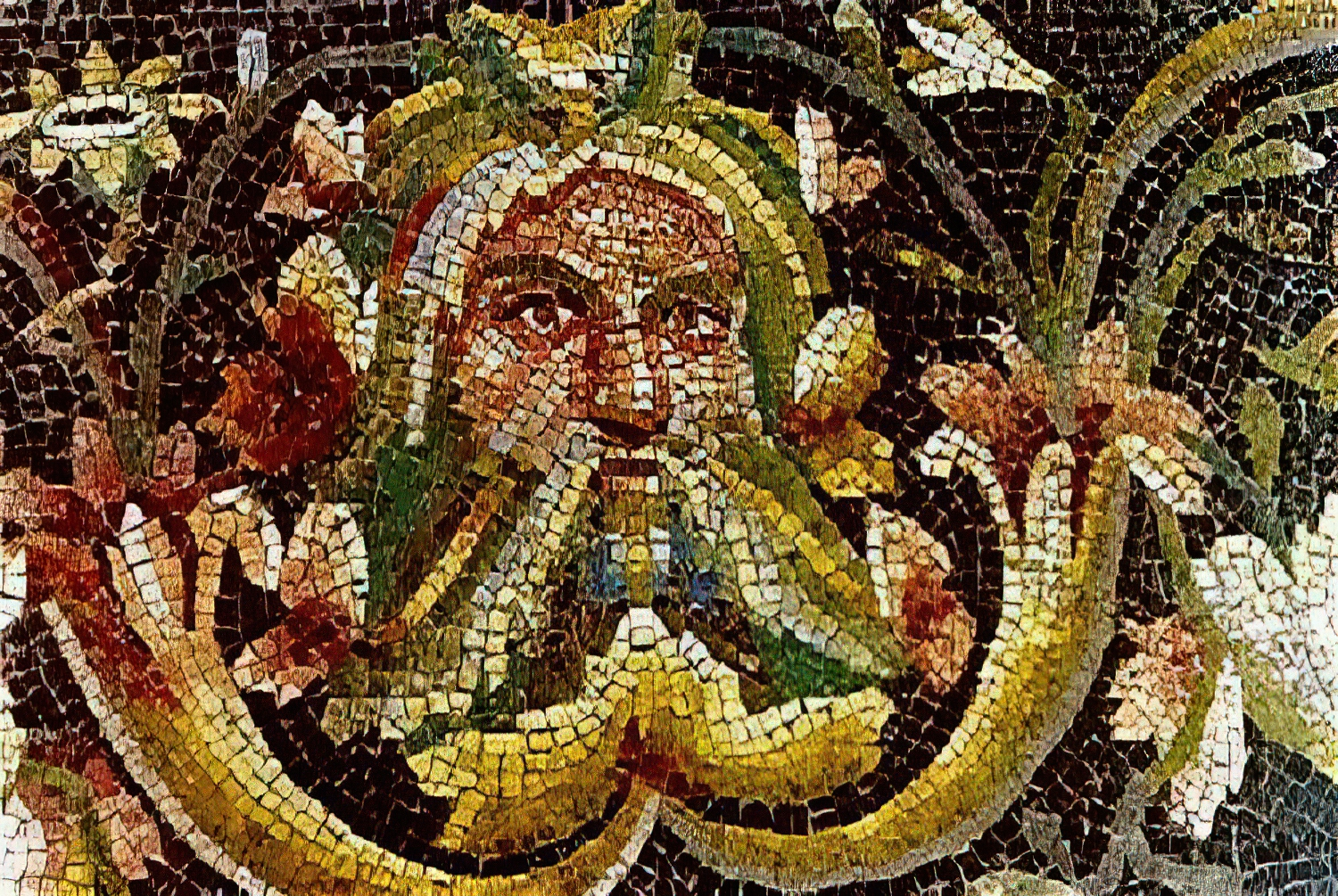
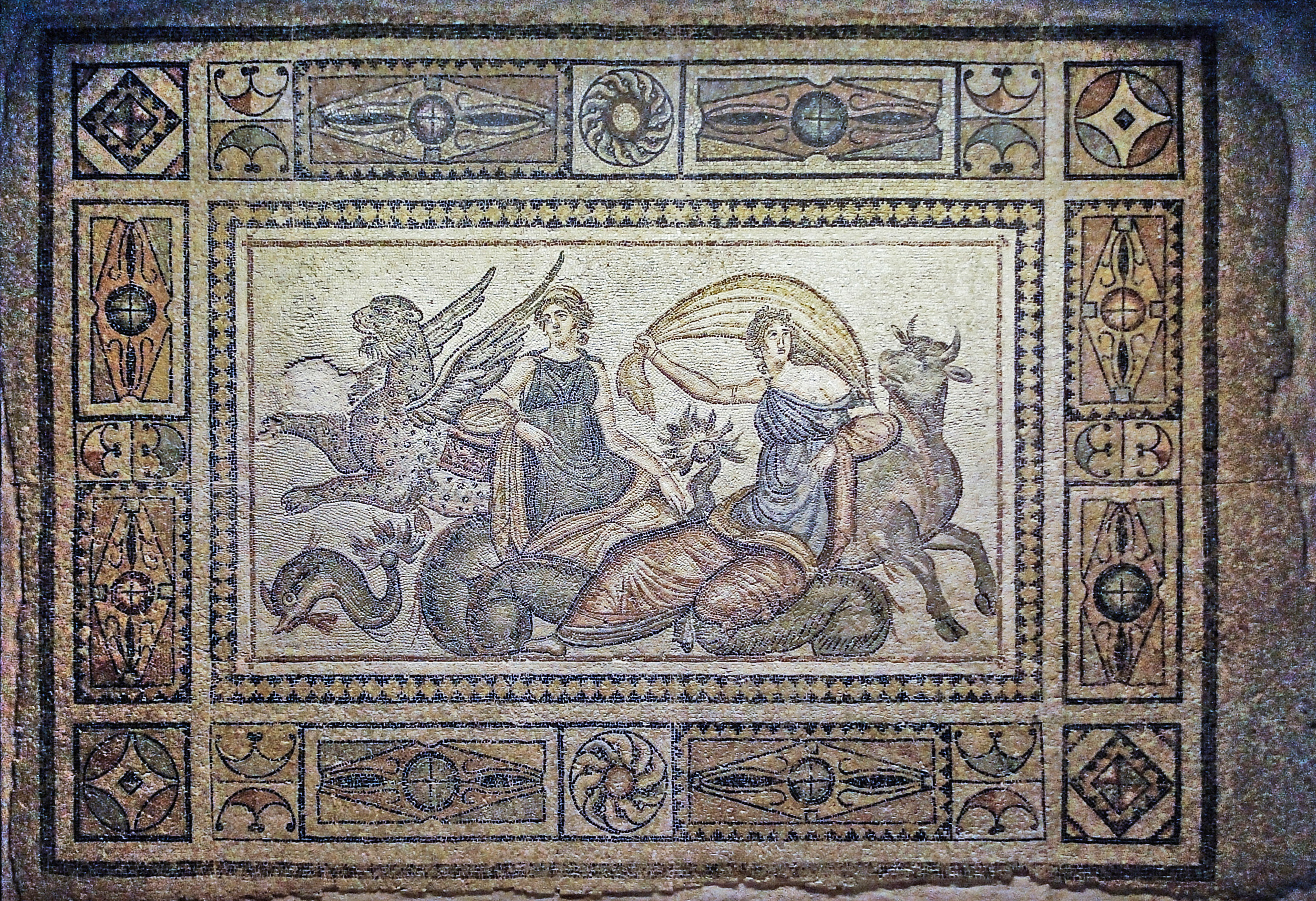
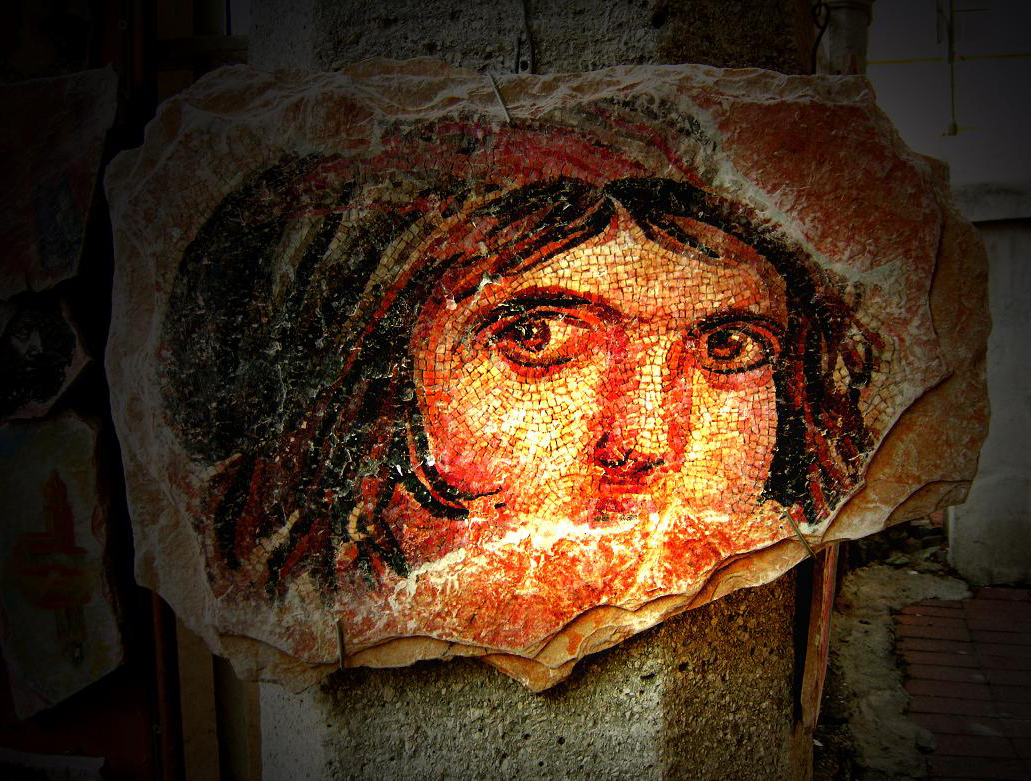
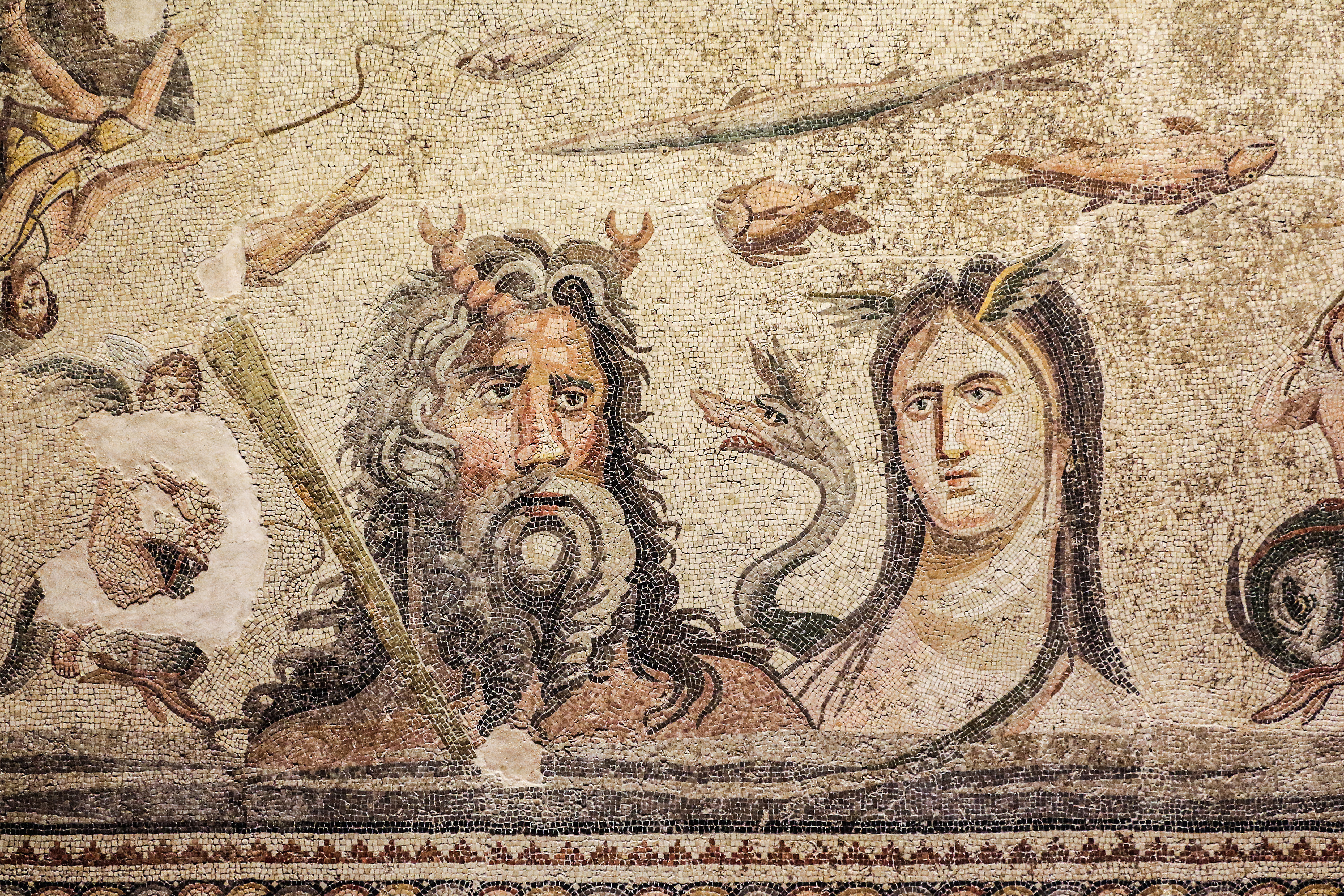